# Breathe (Blu Cantrell)
Breathe è un brano hip hop cantato dalla cantante statunitense Blu Cantrell, ed estratta dal suo secondo album Bittersweet. Nella versione remixata pubblicata su disco singolo, il brano vede la partecipazione del cantante giamaicano Sean Paul.
La canzone sfrutta un campionamento del brano What's The Difference di Dr. Dre, che a sua volta ruotava intorno a Parce Que Tu Crois di Charles Aznavour.

## Tracce
UK CD #1/EU CD single
1. Breathe (feat. Sean Paul) (Rap Version) – 3:48
2. Breathe (Album Version) – 3:25
3. Breathe (Ed Funk & D Rok Remix) – 5:31

French CD single
1. Breathe (feat. Sean Paul) (Rap Version - Radio Mix) – 3:51
2. Breathe (Album Version - Radio Mix) – 3:21

CD single
1. Breathe (feat. Sean Paul) (Rap Version) – 3:48
2. Breathe (feat. E-40) (Rap Version) – 3:45
3. Breathe (Instrumental) – 3:46

UK CD #2/EU Maxi single
1. Breathe (feat. Sean Paul) (Rap Version - Radio Mix) – 3:49
2. Breathe (Album Version - Radio Mix) – 3:21
3. Breathe (Andy & The Lamboy Radio Mix) – 3:46
4. Breathe (Instrumental) – 3:45

US 12" maxi single
A-side
1. Breathe (feat. Sean Paul) (Rap Version) – 3:48
2. Breathe (Instrumental) – 3:45
3. Breathe (feat. Sean Paul) (Rap Version Acappella) – 3:48

B-side
1. Breathe (feat. E-40) (Rap Version) – 3:45
2. Breathe (Instrumental) – 3:40
3. Breathe (Rap Version Acappella) – 3:43

## Versioni ufficiali e remix
- Rap Version - 3:48
- Rap Version (feat. Sean Paul) (Radio Mix)- 3:51
- Album Version - 3:25
- Ed Funk & D Rok Remix (Garage Mix)
- Andy & The Lamboy Radio Mix - 3:47
- Instrumental - 3:46

## Classifiche internazionali
| Chart (2002)                             | Peak |
| ---------------------------------------- | ---- |
| U.S. Billboard Hot Dance Music/Club Play | 17   |
| U.S. Billboard Hot R&B/Hip-Hop Songs     | 83   |
| U.S. Billboard Rhythmic Top 40           | 23   |
| Australia                                | 8    |
| Austria                                  | 11   |
| Belgio                                   | 22   |
| Danimarca                                | 7    |
| Olanda                                   | 4    |
| Europe Top 100                           | 1    |
| Francia                                  | 13   |
| Germania                                 | 7    |
| Irlanda                                  | 1    |
| Norvegia                                 | 6    |
| Svezia                                   | 14   |
| Svizzera                                 | 5    |
| Top40-Charts.com                         | 28   |
| UK                                       | 1    |
| U.S. Billboard Hot 100                   | 70   |
| U.S. Billboard Top 40 Mainstream         | 36   |
| U.S. Billboard Top 40 Tracks             | 37   |